# Carcinops prasina
Carcinops prasina är en skalbaggsart som beskrevs av Lewis 1899. Carcinops prasina ingår i släktet Carcinops och familjen stumpbaggar. Inga underarter finns listade i Catalogue of Life.